# Lưu Danh Công
Lưu Danh Công (chữ Hán: 劉名公, 1643 hay 1644 - 1675) là một tiến sĩ nho học người Việt Nam, đời vua Lê Huyền Tông.

## Sự nghiệp
Ông là người xã Phương Liệt, huyện Thanh Trì, phủ Thường Tín, trấn Sơn Nam (nay là phường Phương Liệt, quận Thanh Xuân, Hà Nội). Ông đỗ trạng nguyên khoa Canh Tuất, niên hiệu Cảnh Trị thứ 8 (1670). Do kỳ thi Hội của khoa thi này tổ chức vào tháng 11 âm lịch năm này nên kỳ thi Đình diễn ra vào tháng 1 năm 1671.
Thời gian làm quan của ông khá ngắn, do từ khi thi đỗ tới khi mất chỉ có 5 năm. Ông làm quan Hàn lâm Thị độc.